# El retablo de Maese Pedro
El Retablo de Maese Pedro (El teatre de titelles de Mestre Pedro) és una òpera de cambra en un acte de Manuel de Falla, amb llibret inspirat en un episodi de Don Quixot. L'obra va ser composta per a ser interpretada en els concerts i representacions privades que oferia a París Winnaretta Singer, princesa Edmond de Polignac.

## Gènesi
A partir de 1922 Manuel de Falla va fixar la seua residència a Granada. El dia de Reis de 1923 va assistir, a casa de Federico García Lorca a una representació de diverses obres per a titelles, entre elles l'entremès de Miguel de Cervantes Los dos habladores, encarregant-se d'il·lustrar-les musicalment al piano. Havent rebut un encàrrec d'una obra musical per part de la mecenes Winnaretta Singer, princesa d'Edmond de Polignac i hereva de l'imperi industrial de màquines de cosir de son pare, Isaac Singer, Falla va decidir compondre una òpera de cambra per a titelles, basant-se en l'episodi del "Retablo de Maese Pedro", narrat en el capítols 25 i 26 del Quixot. També a Granada va tenir l'oportunitat de conèixer a la clavecinista Wanda Landowska, que posteriorment participaria en l'estrena de l'òpera. El llibret va ser elaborat pel mateix compositor, adaptant el text dels capítols 25 i 26 amb talls i petits afegits d'altres fragments del Quixot.
Per a aquesta nova obra, Falla va utilitzar material de diversos cançoners renaixentistes, iniciant així una nova etapa allunyada de les anteriors obres "andaluses" i acostant-se a la tendència neoclàssica a la que s'havien adherit personalitats com Stravinski.
Es va estrenar en versió de concert en Sevilla el 23 de març de 1923 i el 25 de juny de 1923 es va representar en forma escènica en el palau de la princesa d'Edmond Polignac a París. L'escenografia va estar a càrrec de joves artistes seleccionats per Manuel de Falla: Manuel Ángeles Ortiz, Hermenegildo Lanz i Hernando Viñes. A l'estrena va assistir una representació de la selecta societat parisenca. La primera representació pública escenificada va tenir lloc a Bristol el 14 d'octubre de 1924, en el marc d'un festival d'òperes breus de sis dies de durada.

## Anàlisi
En aquesta òpera, Falla presenta l'escenari dins de l'escenari. En l'escenari "petit" uns titelles representen un romanç antic. En l'escenari "gran", altres titelles representen el públic, el titellaire (Maese Pedro) i el narrador (el trujamán). Aquesta disposició escènica, extremadament complexa, fa difícil d'identificar el personatge amb la veu que el representa des del fossat. Això ha fet que habitualment els titelles "grans", és a dir, Maese Pedro, el trujamán i Don Quixot siguen interpretats en l'escenari pels mateixos cantants, de manera que l'òpera gairebé no s'interpreta de la manera que Falla va dissenyar.
L'orquestra consisteix en només vint instrumentistes: nou instruments de vent, vuit instruments de corda, arpa, clavecí i percussió.
Respecte a les veus el mateix compositor va donar algunes instruccions: «el personatge de Don Quixot ha de ser cantat amb un sentit de la noblesa i la dignitat, expressant alhora la sublimitat i el ridícul». De la veu del trujamán va dir: «...exigeix una veu que siga nasal i una mica forçada— la veu d'un infant cridant al carrer, aspra en expressió i exempta de tot sentiment líric. Pot ser cantada per un infant; però si això no és possible, pot utilitzar-se una veu de dona que imite la qualitat vocal i la classe d'expressió descrita adés». El trujamán ha de cantar gairebé sense acompanyament musical i en una mena de lletania monòtona, constituint una de les troballes musicals més sorprenents de l'obra.

## Sinopsi
En l'òpera es narra com Don Quixot assisteix a una representació de titelles sobre l'alliberament de Melisendra, filla de Carlemany en poder dels moros de Saragossa, a mans de don Gaiferos, i la catastròfica intervenció del cavaller Don Quixot en creure que el que està observant és realitat, en lloc de ficció. Tots els personatges, els del teatre i els assistents a la representació, són titelles, tot i que els segons d'una mida major. Els cantants han de situar-se junt a l'orquestra. Els papers cantats corresponen a Maese Pedro, el trujamán o narrador i don Quixot. Els personatges de "ficció" no canten, les seues vicissituds es descriuen musicalment i amb la narració del trujamán. Només hi ha un acte amb vuit fragments que s'executen sense interrupció.
Pregó i Simfonia de Maese Pedro
Maese Pedro crida al públic a assistir a la representació de la història de l'alliberament de Melisendra. El trujamán, un infant pregoner, serà l'encarregat de narrar la història i explicar als assistents, entre els quals es troba Don Quixot, el que succeeix a l'escenari.
Escena 1
La cort de Carlemany a París. Don Gaiferos, marit de Melisendra, juga tranquil·lament una partida d'escacs amb Roldán. Carlemany arriba al ritme d'una pomposa gallarda i li retreu al seu gendre la seua covardia en no preocupar-se de la llibertat de la seua muller. Don Gaiferos li demana a Roldán la seua espasa; i aquest li ofereix la seua ajuda. Però Gaiferos, ferit en el seu orgull, creu que ell és l'únic capaç d'alliberar la seua muller i es disposa a partir cap a Saragossa.
Escena 2
Melisendra guaita la llunyania des d'un balcó de l'Alcàsser de Saragossa, pensant en el seu marit. Un moro s'acosta per les espatlles de Melisendra i tracta de besar-la. El rei Marsili, en haver observat aquest afront ordena el càstig de l'atrevit moro.
Escena 3
El càstig del moro. Aquest fragment està basat en una tonada popular infantil en ostinato, fins que la veu del trujamán torna amb l'explicació. Don Quixot i Maese Pedro renyen al trujamán per la seua afectació.
Escena 4
Els Pirineus. Don Gaiferos galopa amb el seu cavall i la música descriu la seua velocitat i la pressa en arribar a Saragossa. El trujamán descriu l'escena.
Escena 5
La fugida. Melisendra està de nou al balcó. En aquest fragment, un dels més evocadors de l'òpera, Falla utilitza el romanç de Francisco Salinas Retraída está la infanta, contingut al tom 1 de Cancionero musical popular español de Felip Pedrell. Arriba Don Gaiferos i Melisendra el reconeix. Salta del balcó i ambdós fugen a cavall. Maese Pedro torna a renyar al trujamán per la seua afectació en narrar aquest episodi.
Escena 6
El trujamán anuncia la següent escena: es tracta de la plaça de Saragossa, on les tropes de Marsili es preparen per a percaçar els dos fugitius. Quan el trujamán explica com les campanes de totes les torres estan sonant per a alertar els moros, Don Quixot intervé protestant per la poca fidelitat històrica de la narració: entre els moros no s'usen campanes sinó tabals i dolçaines. Maese Pedro el tranquil·litza dient com hi ha tantes obres de teatre farcides de disbarats, i ningú no se'n queixa.
Finale
Don Quixot, amb l'anfany d'ajudar els dos fugitius cristians i enfurismat amb les tropes mores entra en batalla contra els titelles, fent malbé el teatre de Maese Pedro, que no para de queixar-se.
Segueix com a conclusió un himne de Don Quixot en el qual fa palès l'amor per Dulcinea i la fidelitat a l'orde de cavalleria. En els darrers compassos, quan Don Quixot exclama "¡Viva la andante caballería sobre todas las cosas que hoy viven en la tierra!" (Visca la cavalleria errant sobre totes les coses que avui viuen a la terra!), pot sentir-se una cita de la Marxa Reial.

## Enregistraments
- 1950: Ataúlfo Argenta, dir.; E. D. Bovi (baríton), E. de la Vara (tenor), Lola Rodríguez Aragón (sop.). Orq. Nacional de España. Columbia RG 16109-12 (1 disc 78 rpm).
- 1953: F. Charles Adler, dir.; Otto Wiener (bar.), Waldemar Kmentt (tenor), Ilona Steingruber (sop.). Wiener Staatsopernorchester. SPA-Records 43 (1 LP).
- 1953. Eduard Toldrà, dir.; Manuel Ausensi (bar.), Gaeità Renom (tenor), Lola Rodríguez de Aragón (sop.). Orc. National de la Radiodiffusion Française (Théatre Champs Elysées). Angel 35089 (2 LP); Columbia FXC 217 (1 LP); Fonit 303 (1 LP); EMI 569 235-2 (4 CD, 1996).
- 1954: Ernesto Halffter, dir.; Chano González (baix), Francisco Navarro (tenor), Blanca Seoane (sop.). Orc. Théatre Champs Elysées. Ducretet 255 C 070 (1 LP); MCA Classics MCAD 10481 (1 CD).
- 1958: Ataúlfo Argenta, dir. Raimundo Torres (baix), Carlos Munguía (tenor), Julita Bermejo (sop.). Orquesta Nacional de España. Decca TWS SXL 2260 (1 LP). RCA, London.
- 1961: Pedro de Freitas Branco, dir.; Renato Cesari (bar.), Pedro Lavirgen (tenor), Teresa Tourné (sop.). Orq. de Conciertos de Madrid. Erato; Grande Musique d'Espagne GME 221 (1 CD)
- 1966: Ernesto Halffter, dir.; Pedro Farrés (baix), José María Higuero (tenor), Isabel Penagos (sop.). Orq. Radiotelevisión Español. Live from Teatro de la Zarzuela performance. Almaviva (1996) (1 CD).
- 1973: Odón Alonso, dir.; Pedro Farrés (bar.), Julio Julián (tenor), Isabel Penagos (sop.). Orq. alla Scala of Milan. Zafiro (1 LP).
- 1977: Charles Dutoit, dir.; Manuel Bermúdez (bar.), Tomás Cabrera (ten.), Ana Higueras-Aragón (sop.). Instrumental Ensemble. Erato STU 70713.
- 1980: Simon Rattle, dir.; Peter Knapp (bar.), Alexander Oliver (tenor), Jennifer Smith (sop.). London Sinfonietta. Argo ZRG 921 (1 LP); Decca 433 908-2 (2 CD).
- 1990: Josep Pons i Viladomat, dir.; Iñaki Fresán (bar.); Joan Cabero (tenor), Joan Martín (boy treble). Orq. de Cambra del Teatre Lliure (Barcelona). Harmonia Mundi HMC 905213 (1 CD).

1990. Charles Dutoit, dir.; Justino Díaz (bar.), Joan Cabero (tenor), Xavier Cabero (boy treble). Orchestre Symphonique de Montreal. Decca 071 145-1 ½ CDV (Film 27’51).
- 1991: Robert Ziegler, dir.; Matthew Best (bar.), Adrian Thompson (ten.), Samuel Linay (treble).Matrix Ensemble. ASV CDDCA 758 (1 CD).
- 1994: Eduardo Mata, dir.; William Alverado (bar.), Miguel Cortez (ten.), Lourdes Ambriz (sop.). Solistas de México. Dorian DOR 90214 (1 CD).
- 1997: Diego Dini Ciacci, dir.; Ismael Pons-Tena (bar.), Jordi Galofré (tenor), Natacha Valladares (soprano). I Cameristi del Teatro alla Scala (Milan). Naxos 8.553499 (1 CD).
- 2007: Jean-François Heisser, dir.; Jérôme Correas (bar.), Eric Huchet (tenor), Chantal Perraud (sop.). Orch. Poitou-Charentes. Mirare.